# Can
Can (stiliseret i store bogstaver som CAN) var en vesttysk eksperimental rockgruppe, som anses som en af de pionerende grupper indenfor krautrock-genren. Bandet blev dannet i Köln i 1968, og bestod af bassist Holger Czukay, keyboardist Irmin Schmidt, guitarist Michael Karoli og trommeslager Jaki Liebezeit. Over årene havde de en række forskellige sangere, mest kendt heraf var Malcolm Mooney mellem 1968-70 og Damo Suzuki mellem 1970-73.

## Historie

### Dannelse og først album
Bandet blev dannet i 1968, da Irmin Schmidt og Holger Czukay, som begge havde været elever hos Karlheinz Stockhausen, dannede en gruppe sammen med den amerikanske fløjtenist David C. Johnson. Kort efter blev Michael Karoli, som havde været elev hos Czukay, del af bandet. Det samme gjorde trommeslager Jaki Liebzeit, som var blevet træt af at spille free jazz. Sidst i september 1968 fandt de deres sanger i amerikanske Malcolm Mooney. Bandet spillede først under navnet Inner Space, før at Mooney forslog navnet Can. I slutningen af året forlod Johnson bandet, da han ikke var interesseret i den mere rockede retning som bandet var på vej i.
Can udgav sit første studiealbum Monster Movie i august 1969. Mooney forlod bandet ved årets udgang, efter at hans psykolog havde forslået, at komme væk fra bandets psykedeliske musik ville være godt for ham.

### Suzuki-årene
Mooney blev erstattet af Damo Suzuki, en japansk gademusiker, som Czukay og Liebezeit havde fundet foran en café i München. Deres næste album Soundtracks blev udgivet i 1970, og var et opsamlingsalbum som bestod af sange som bandet havde lavet til forskellige film, både med Suzuki og Mooney. Deres første studiealbum med Suzuki var Tago Mago, et dobbeltalbum som blev udgivet i 1971. Albummet har især i eftertiden modtaget stor anerkendelse, og har været en indflydelse for mange kunstnere senere.
I 1971 lavede Can musiken til den tyske tv-krimi Das Messer. Titelsangen "Spoon" kom til nummer seks på den tyske singles hitliste, som var deres største mainstream succes.
Cans tredje studiealbum udkom i 1972 med navnet Ege Bamyasi. Ege Bamyasi, som er tyrkisk for 'ægæisk okra', modtog ligesom Tago Mago positive anmeldelser. Året efter udkom deres fjerde studiealbum, som ville blive de sidste med Suzuki. Future Days var et mere atmosfærisk album end deres tidligere værker. Efter udgivelsen af albummet, forlod Suzuki bandet for at gifte sig med sin kæreste, og for at blive et Jehovas vidne. Karoli og Schmidt delte herefter rollen som sanger, dog flere af deres sange var uden vokal, da de byggede videre på de ambient musik, som de havde begyndt på Future Days.

### Senere år
Bandet udgav deres femte studiealbum Soon Over Babaluma, som i stor grad fulgte de ambient fokuserede trend som bandet havde været på, i 1975. Ved deres næste to album, Landed i 1975 og Flow Motion i 1976, begyndte bandet dog at vende tilbage til en mere traditionel rock lyd. Det lykkedes dog ikke bandet at genfinde den succes som de havde med Suzuki.
I 1977 fik bandet to nye medlemmer, den jamaicanske bassist Rosko Gee og den ghanesiske percussionist Rebop Kwaku Baah, som begge tidligere havde været medlemmer af det engelske band Traffic. Czukay havde i stedet en reduceret rolle med forskellige elektroniske effekter. Deres første album med de nye medlemmer var Saw Delight, som udkom samme år. I slutningen af 1977 forlod Czukay bandet, dog han stadig til tider deltog i produktionmæssige aspekter for bandet. De udgav herefter to album som et femmandsband, Out of Reach i 1978 og det selvbetitlede Can i 1979. Efter udgivelsen af det selvbetitlede album, så gik bandet fra hinanden.
Bandet vendte kortvarigt tilbage med deres oprindelige medlemmer i 1986, inklusiv Mooney som vokalist, og optog albummet Rite Time, som først blev udgivet i 1989. Dette blev bandets sidste studiealbum. De vendte også kortvarigt tilbage i 1991 og 1999 for at optage enkelte numre.

## Diskografi

### Albums
- 1969: Monster Move
- 1971: Tago Mago
- 1973: Ege Bamyasi
- 1973: Future Days
- 1974: Soon Over Babaluma
- 1975: Landed
- 1976: Flow Motion
- 1977: Saw Delight
- 1978: Out of Reach
- 1979: Can
- 1989: Rite Time